# FC Grün-Weiß Wolfen
Der FC Grün-Weiß Wolfen war ein Fußballklub in der im Süden Sachsen-Anhalts gelegenen Industriestadt Bitterfeld-Wolfen.

## Geschichte

### Vom Ballspielclub zur Betriebssportgemeinschaft
Nachdem 1909 in Wolfen die Filmfabrik Agfa gegründet worden war, nahm die Stadt einen raschen Aufstieg, der nach dem Ersten Weltkrieg auch die Gründung des Wolfener Ballspielclubs zur Folge hatte. Er nannte sich später in VfL Wolfen und IG Farben Sportverein um. Als nach 1945 alle Sportvereine aufgelöst werden mussten und in Ostdeutschland der Sport in so genannten Betriebssportgemeinschaften (BSG) neu organisiert wurde, gründete das Agfa-Werk am 15. Dezember 1948 die BSG Chemie Agfa Wolfen. Vor allem die Sektion Fußball machte die BSG DDR-weit bekannt.

### Fußball in der DDR

Historisches Logo der BSG Chemie Wolfen

Die Wolfener Fußballmannschaft stieg 1950 in die Fußball-Landesklasse Sachsen-Anhalt auf, damals die dritthöchste Spielklasse im DDR-Fußball. In ihrer ersten Landesliga-Saison kam die Mannschaft am Ende auf einen beachtlichen sechsten Platz, und schon ein Jahr später wurde Wolfen Landesmeister Sachsen-Anhalt. Damit hatte sich die BSG Chemie für die DDR-Liga qualifiziert. In der zweithöchsten DDR-Spielklasse konnten sich die Chemiker, ab 1957 ohne den Zusatz Agfa, bis 1964 halten. Die Saison 1963/64 wurde mit dem 16. und letzten Platz abgeschlossen, das bedeutete den Abstieg in die Bezirksliga Halle. 1966 wurde die Bezirksmeisterschaft mit 0:0 und 0:1 gegen Motor Ammendorf verpasst, zwei Jahre später reichte es aber zur Meisterschaft. In der anschließenden Aufstiegsrunde belegte Chemie Wolfen den 2. Platz und qualifizierte sich damit wieder für die DDR-Liga. Nach einem 3. Platz in der Saison 1970/71 schien sich Wolfen wieder in der Zweitklassigkeit etabliert zu haben, doch dann traf der Bannstrahl des DDR-Fußballverbandes die BSG. Wegen unzulässiger Abwerbung von Spielern und „unerlaubter finanzieller Zuwendungen“ wurde die Fußballmannschaft in die Bezirksliga zurückgestuft. Zwar gelang der Mannschaft der sofortige Wiederaufstieg, kam aber über einen 10. und 1974 über einen 11. Platz nicht hinaus und fand sich zur Spielzeit 1974/75 erneut in der Bezirksliga wieder. Zwischen 1977 und 1981 folgten noch einmal vier Jahre in der DDR-Liga, danach wieder ein Jahr in der Bezirksliga und zwischen 1982 und 1985 noch einmal drei zweitklassige Ligajahre. In der Saison 1983/84 hatte Chemie Wolfen ein gutes Jahr, das mit Platz 3 in der DDR-Liga abgeschlossen wurde. Trainer Klaus Reißig bot damals in den 22 Punktspielen folgende Stammelf auf:
| Bernd Oelke (18 Spiele, 33 Jahre)                                      |
| Karl-Heinz Hänel (19/32)                                               |
| Rainer Lodyga (18/32), Jörg Apitzsch (22/26), Ingo Riediger (20/24)    |
| Jörg Ellinger (22/21), Olaf Wawrzyniak (19/25), Gerhard Tietze (14/27) |
| Uwe Seidel (21/28), Olaf Schaller (22/22), Uwe Nicksch (21/28)         |

Die erfolgreiche Saison zog im Durchschnitt 1.600 Zuschauer in das damals 10.000 Zuschauer fassende Stadion an der Jahnstraße an. Den DDR-Fußballspielbetrieb beendete Chemie Wolfen ab 1985 mit weiteren fünf Jahren in der Bezirksliga Halle. Die Mannschaft wurde 1989 noch einmal Bezirksmeister, verpasste aber als 3. in der Aufstiegsrunde die DDR-Liga.
Im DDR-Pokalwettbewerb kam Chemie Wolfen 1956 am weitesten. Im Achtelfinale siegte die Mannschaft beim Meisterschafts-Dritten SC Lokomotive Leipzig überraschend mit 2:1. Erst im Viertelfinale kam nach einer 1:2-Heimniederlage gegen den 6. der Oberliga ASK Vorwärts Berlin das Pokal-Aus.
Ein weiterer großer Pokalerfolg war der Sieg in der 2. Hauptrunde gegen den Oberligisten Sachsenring Zwickau, der am 14. Oktober 1978 mit DDR-Nationaltorhüter Jürgen Croy in Wolfen antrat. Durch einen Treffer von Klaus Kaluza nach Vorarbeit von Uwe Nicksch gewannen die von Werner "Holdi" Welzel betreuten Wolfener 1:0. In einem Fuwo-Interview nannte Welzel seinen Torhüter Hans Eisenbarth und Stürmer Peter Kubern als die wesentlichen Stützen der damaligen Mannschaft.

#### Ligenzugehörigkeit
| 1950–1952 | Landesklasse Sachsen-Anhalt |
| 1952–1964 | DDR-Liga*                   |
| 1964–1968 | Bezirksliga Halle           |
| 1968–1971 | DDR-Liga                    |
| 1971/72   | Bezirksliga Halle           |
| 1972–1974 | DDR-Liga                    |
| 1974–1977 | Bezirksliga Halle           |
| 1977–1981 | DDR-Liga                    |
| 1981/82   | Bezirksliga Halle           |
| 1982–1985 | DDR-Liga                    |
| 1985–1990 | Bezirksliga Halle           |

| * insgesamt 24 Spielzeiten in der DDR-Liga, Rang 19 in der ewigen DDR-Liga Tabelle |

### FC Grün-Weiß
Mit den wirtschaftlichen Veränderungen infolge der politischen Wende von 1989 entfiel die weitere Sportförderung durch die Filmfabrik. Daraufhin wandelte sich die Betriebssportgemeinschaft in die SG Chemie Wolfen um. Vier Jahre später verselbständigte sich die Fußballabteilung und gründete am 21. Januar 1994 den FC Grün-Weiß Wolfen. Die 1. Männermannschaft spielte bereits seit 1990 in der Landes-/Verbandsliga Sachsen-Anhalt und konnte diese Klasse (ab 1994 5. Liga) auch in der Folgezeit behaupten. Auch auf Grund der finanziellen Unterstützung des Hauptsponsors Q-Cells war in der Spielzeit 2007/08 einzig und allein der Aufstieg in die Oberliga Nordost das Ziel des FC Grün-Weiß Wolfen; bereits vier Spieltage vor Saisonende war das Ziel erreicht. Nach dem Aufstieg wurde mit Rastislav Hodul und René Tretschok ein neues Führungsteam vorgestellt. Beide sind ehemalige Wolfener Spieler, Hodul wurde Cheftrainer, Tretschok Manager. Nach einem schlechten Saisonstart mit nur einem Sieg aus acht Spielen und nach langfristigen, verletzungsbedingten Ausfällen entschieden sich die Grün-Weiß-Verantwortlichen zu einem Comeback Tretschoks. Am 9. Spieltag gegen den SSV Markranstädt stand der ehemalige Bundesligaspieler wieder auf dem Platz, konnte aber ein 0:2-Niederlage nicht abwenden. Zur Winterpause 2008/09 stand die Mannschaft im Tabellenkeller. Bis zum Saisonende konnte dies nicht verbessert werden, so dass der Abstieg besiegelt wurde. Kurz vor Ende der Spielzeit war Trainer Hodul durch Co-Trainer Lutz Weidner und Torwarttrainer Rene Block ersetzt worden. Im Sommer 2009 verabschiedete sich dann schließlich auch Tretschok, der als Juniorentrainer zu Hertha BSC wechselte. Er blieb dem Klub aber im Aufsichtsrat als Beirat erhalten. Zur Verbandsliga-Spielzeit 2009/10 übernahm Torsten Rennert die Trainerposition. Die Hinrunde der Spielzeit 2010/11 wurde von Trainer Alexander Janke geleitet, der bereits vor Beginn der Rückrunde beurlaubt wurde. Als Interimslösung übernahm der bisherige Co-Trainer Lutz Weidner erneut die Betreuung der Mannschaft. Seit 1. Juli 2011 hat der langjährige Torwart René Block das Amt des Cheftrainers übernommen, Lutz Weidner ist wieder Co-Trainer. Mit dem Gewinn des regionalen RBW-Supercups gelang dem neuen Trainerduo in der Vorbereitung ein erster Erfolg.

#### Insolvenz
Am 29. November 2011 stellte der FC Grün-Weiß Wolfen beim Amtsgericht Dessau-Roßlau Antrag auf Eröffnung eines Insolvenzverfahrens wegen drohender Zahlungsunfähigkeit. Als Folge des Insolvenzverfahrens stellte die erste Mannschaft den Spielbetrieb ein und stand als erster Absteiger der Verbandsligasaison 2011/12 fest. Auch die zweite Mannschaft wurde vom Spielbetrieb in der Landesklasse zurückgezogen.

## Frauenfußball
Erfolgreicher als die Männer war zu DDR-Zeiten die Wolfener Fußballmannschaft der Frauen. Sie gehörte zu den Vorreitern im DDR-Frauenfußball. Bei der ab 1979 durchgeführten so genannten Bestenermittlung waren die Frauen aus Wolfen bis 1982 vertreten und belegten die Plätze 4, 3, 2 und 5. Die ehemalige Frauenfußballmannschaft von Grün-Weiß Wolfen war allerdings nur regional von Bedeutung.

## Ehemalige Spieler & Trainer
- Als Trainer waren tätig:
  - Werner Welzel (bis 1981), 1 A-Länderspiel, 156 Oberligaspiele in Dessau, Berlin (ASK) und Halle
  - Klaus Urbanczyk (1984/85), 34 A-Länderspiele, 250 Oberligaspiele für Chemie Halle
- Oberligaspieler waren
  - Klaus Büchner, war bis 1955 sowie 1957–59 in Wolfen, 1955–57 beim SC Chemie Halle, 1959–61 bei Wismut Gera, 1961–62 beim SC Wismut Karl-Marx-Stadt (2 Oberligaspiele) und ab 1962 wieder bei Wismut Gera, 9 Nachwuchsländerspiele
  - Matthias Liebers, kam 1996 vom VfB Leipzig, 321 Oberligaspiele für Lok Leipzig, 25 Bundesligaspiele für den VfB, 59 A-Länderspiele für die DDR
  - René Tretschok, ging 1984 als Jugendlicher zu Chemie Halle (81 Oberligaspiele), später 180 Bundesligaspiele für Dortmund, Köln und Berlin
  - Roland Wawrzyniak, kam 1984 von Chemie Halle (184 Oberligaspiele)
  - Petr Dragoun, Erstligaeinsätze in Tschechien für FK Teplice und Zweitligaeinsätze in den Niederlanden für RBC Roosendaal
  - Frank Berger, 2007/2008 und erneut seit 1. Juli 2011, 30 Spiele in der 2. Bundesliga für Erzgebirge Aue